# Felix H. Man
Felix H. Man, con nombre de nacimiento Hans Felix Sigismund Baumann, (30 de noviembre de 1893 - 30 de enero de 1985) fue un fotógrafo alemán considerado pionero del periodismo fotográfico moderno.
Estudió Historia del arte y Bellas artes en las universidades de Friburgo de Brisgovia, Berlín y Múnich, ya que estos estudios los tuvo que abandonar durante la Primera Guerra Mundial al estar enrolado en el ejército donde comenzó a tomar fotografías; su primer reportaje lo realizó sobre el estado de destrucción de Alsacia y Lorena en esa guerra. En 1929 entró en la agencia Dephot (Deutscher Photodienst) donde adquirió su nombre artístico «Man», con el que realizó numerosos reportajes por toda Europa siendo el más conocido el titulado «Un día en la vida de Mussolini» hecho en 1931. Su trabajo se desarrolló en mayor medida en las publicaciones Berliner Illustrirte Zeitung y Münchner Illustrierte Presse.
Tras el ascenso al poder de Hitler emigró al Reino Unido en mayo de 1934, nacionalizándose británico en 1948. En este país continúo sus colaboraciones con Stefan Lorant y publicó sus trabajos en Daily Mirror, Life y Sunday Times entre otras publicaciones. Cuando en 1948 el Picture Post comenzó a publicar utilizando la fotografía en color fue de los primeros fotógrafos en hacerlo utilizando la película Kodachrome.
También fue escritor y coleccionista publicando en 1953 el libro titulado «150 años de litografías de artistas 1803-1953». En 1970 prosiguió sus estudios sobre la historia de la litografía publicando el libro «Litografías de artistas. Una historia del mundo desde Senefelder hasta hoy».
En 1965 recibió el premio de cultura de la asociación alemana de fotografía junto a Heinz Hajek-Halke